# Deerfield Beach
Deerfield Beach je město ve Spojených státech amerických. Nachází se v okrese Broward County ve státě Florida asi 41 mil severně od Miami. Ve městě žije  obyvatel a jeho rozloha činí . Je čtrnáctým nejlidnatějším městem na Floridě a 201. nejlidnatějším městem v USA. Je zároveň desátým nejlidnatějším městem v Broward County.

## Doprava
Městem procházejí silnice Florida State Road 810 a Florida State Road 869.

## Partnerská města
- Akko, Izrael